# Convenția militară dintre România și Antanta
Convenția militară a României cu Antanta a fost un acord internațional, secret încheiat între guvernul român și guvernele Antantei având ca obiect principal reglementarea aspectelor militare referitoare la intrarea României în război, de partea acestei alianțe, pe timpul Primului Război Mondial. Convenția a fost semnată la 4/17 august 1916 la București, în locuința lui Vintilă Brătianu, de către Ion I.C. Brătianu, președintele Consiliului de Miniștri al României și atașații militari ai puterilor Antantei, acreditați  la București, în aceeași zi cu Tratatul de alianță dintre România și Antanta.:pp. 257-258

## Prevederi
Convenția prevedea participarea României la război numai contra Imperiului Austro-Ungar, prevăzînd condițiile cooperării militare, recunoscând independența organizatorică și de comandament a Armatei României. Aliații se declarau oficial de acord cu conținutul și orientările stabilite în planul român de campanie și se angajau sa sprijine acțiunile forțelor române, în principal prin declanșarea unei ofensive de proporții prin Armata de la Salonic, înainte cu 8 zile de intrarea României în acțiune. Se mai prevedea obligația Antantei de a furniza, contra cost, muniții și material de război într-un cuantum de 300 tone pe zi, precum și trimiterea de misiuni militare de legătură și stat-major. De asemenea părțile se obligau să țină un secret absolut asupra existenței și conținutului acordului.:p. 347